# Amberger Tor (Hahnbach)

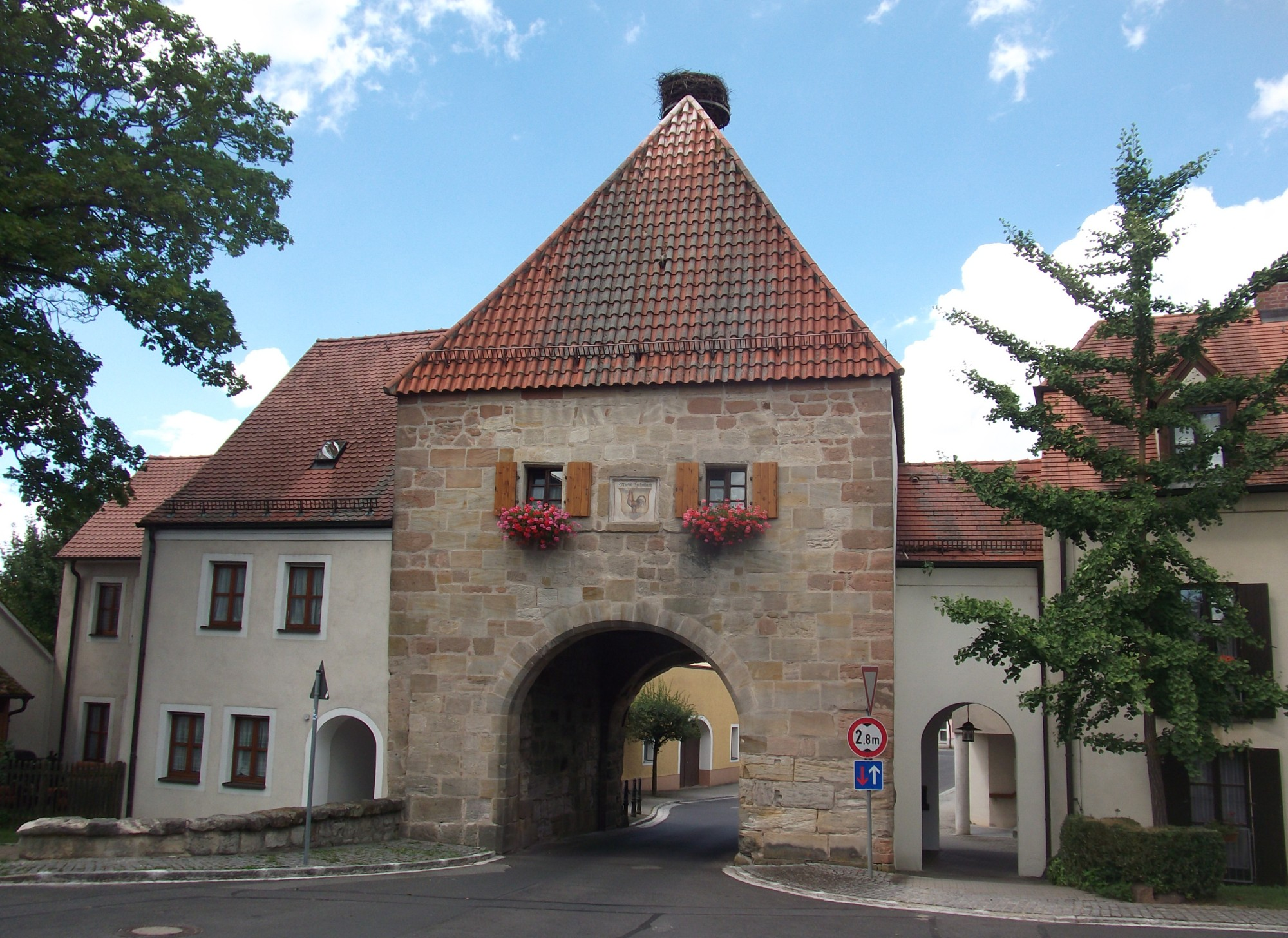
Feldseite des Amberger Tors in Hahnbach

Das Amberger Tor in Hahnbach, einer Marktgemeinde im Oberpfälzer Landkreis Amberg-Sulzbach in Bayern, wurde im Kern im 16. Jahrhundert errichtet. Das Torhaus an der Hauptstraße 34 ist ein geschütztes Baudenkmal.
Der Sandsteinquaderbau mit rundbogiger Durchfahrt und Zeltdach war ein Teil der Marktbefestigung des 16. Jahrhunderts, die lediglich aus einem Graben bestand. Die anschließenden Häuser bildeten einen Bering, der durch drei Tore geschlossen war. An der Feldseite ist das Wappen von Hahnbach angebracht.